# Zamek Świętego Anioła
Zamek Świętego Anioła (wł. Castel Sant’Angelo), Mauzoleum Hadriana – grobowiec cesarza Hadriana, jego rodziny oraz następców, znajdujący się na prawym brzegu Tybru w Rzymie, w pobliżu Watykanu.
Budowę mauzoleum rozpoczęto za życia Hadriana, ukończono je jednak dopiero za panowania jego następcy Antoninusa Piusa w 139 roku. Usytuowano je na terenie ogrodów Domicji (horti Domitiae). Aby ułatwić komunikację, na wysokości Pola Marsowego przerzucono ośmioprzęsłowy most Pons Aelius. Grobowiec wybudowany został na obłożonej z zewnątrz płytami z marmuru paryjskiego podstawie w kształcie kwadratu o boku 85 m i wysokości ok. 10 m. Na niej posadowiono wzniesione z betonu i wyłożone z zewnątrz trawertynowymi płytami cylindryczne mauzoleum, o średnicy 64 m i oryginalnej wysokości ok. 21 m, nakryte kopułą na której na warstwie ziemi posadzono drzewka cyprysowe. Kopuła ozdobiona była ustawionym na podwyższeniu, wykonanym z brązu posągiem cesarza powożącego kwadrygą. Na krawędzi ścian mauzoleum ustawiono posągi z marmuru. Ściany podstawy ozdobiono fryzem z bukranionów i inskrypcjami wymieniającymi pochowanych w mauzoleum członków rodziny cesarskiej. W mauzoleum pochowano Hadriana i jego żonę Sabinę, Antonina Piusa z żoną Faustyną Starszą, Lucjusza Aeliusza, Lucjusza Werusa, Marka Aureliusza, Septymiusza Sewera, Julię Domnę, Getę i Karakallę.
Wejście do mauzoleum prowadziło przez dromos i rampę zakończoną kwadratowym pomieszczeniem, w niszy którego umieszczono posąg cesarza. Z tego pomieszczenia spiralny korytarz prowadził do komory grobowej o wymiarach 8×8 m. Ściany tego pomieszczenia wyłożono marmurem, a jego nisze przeznaczone były na urny z prochami zmarłych.
Budowla funkcję mauzoleum pełniła do 271 roku, kiedy została włączona w system murów obronnych Rzymu. W czasach Teodoryka zamieniono ją na więzienie. Na początku V wieku, za panowania Honoriusza, została przebudowana na fortecę. Podczas oblężenia Rzymu przez Gotów w 537 roku zniszczone zostały marmurowe rzeźby wieńczące mauzoleum (obrońcy obrzucali nimi szturmujących wrogów).
Pod koniec VI wieku papież Grzegorz I Wielki przemianował budowlę na Zamek św. Anioła, aby upamiętnić ukazanie się podczas zarazy, nad mauzoleum anioła chowającego miecz na znak końca epidemii, którą interpretowano jako gniew Boży. W 608 roku papież Bonifacy IV na szczycie budynku wzniósł kaplicę Świętego Anioła w Niebie.
W X wieku zamek stał się własnością rodziny Krescencjuszy, którzy ufortyfikowali go i wybudowali na szczycie wieżę. W okresie średniowiecza i renesansu Zamek św. Anioła służył papieżom jako więzienie i twierdza, co wiązało się z licznymi przebudowami. W 1277 roku papież Mikołaj III połączył zamek z Watykanem za pomocą korytarza Passetto di Borgo, istniejącego do dziś. W 1453 roku na jego murach powieszony został Stefano Porcari, zaś podczas Sacco di Roma w 1527 roku schronił się w nim papież Klemens VII.
Od 1752 roku budynek zdobi rzeźba przedstawiająca anioła z mieczem. Od 1933 roku do czasów obecnych znajduje się w nim watykańskie muzeum średniowiecznej broni.